# Szczęsny Mysłowicz
Szczęsny Mysłowicz (ur. 1890, zm. 13 kwietnia 1946 w Krakowie) – producent, operator filmowy i reżyser filmów dokumentanych.

## Życiorys
Absolwent Studium Rolniczego Uniwersytetu Jagiellońskiego. Zapisał się w historii jako założyciel Instytutu Filmowego "Lumen" (1927-1939), przez co stał się "filmowym kronikarzem miasta Krakowa". Zrealizował między innymi filmy: "Sprowadzenie prochów Juliusza Słowackiego na Wawel" (1927), "Kraków – miasto zabytków i pamiątek przeszłości"(1928), "Krakowska Miejska Kolej Elektryczna", "Planty Krakowskie" (1929), "Pogrzeb Marszałka Józefa Piłsudskiego" (1935), "Witaj Wodzu w Krakowie" (sierpień 1939). Po wojnie objął kierownictwo nad Krakowskim Oddziałem Instytutu Filmowego w Łodzi, którym to zarządzał aż do śmierci. Pochowany na cmentarzu Rakowickim w Krakowie (kwatera AA-płd.-9).

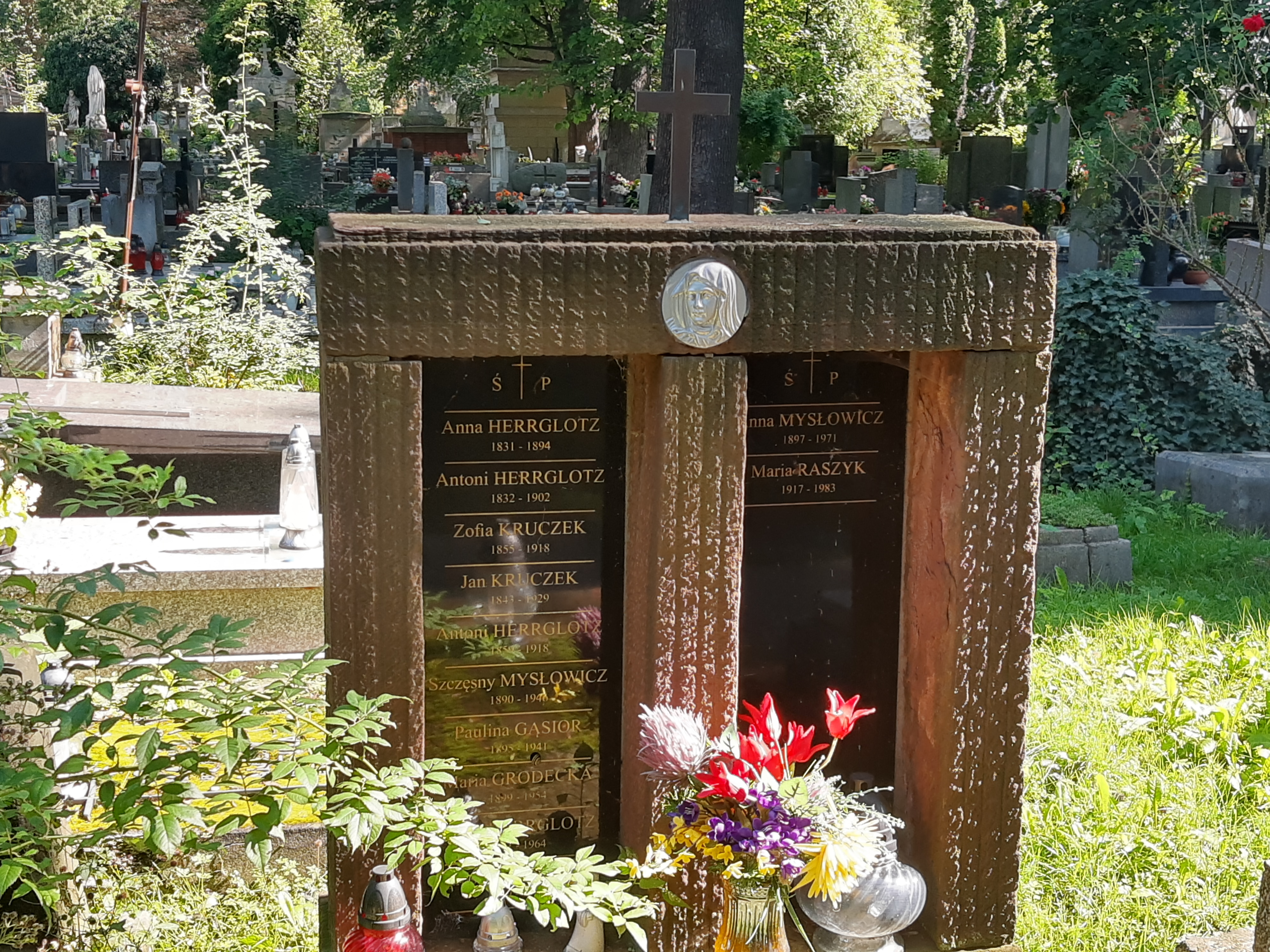
Grób Szczęsnego Mysłowicza